# محوطه چشمه سنگ‌چین
محوطه چشمه سنگ چین مربوط به دوره ساسانیان است و در شهرستان گیلانغرب، بخش مرکزی، دهستان چله، ۵۰۰ متری جنوب شرق روستای روته ون واقع شده و این اثر در تاریخ ۲۶ اسفند ۱۳۸۷ با شمارهٔ ثبت ۲۵۵۲۳ به‌عنوان یکی از آثار ملی ایران به ثبت رسیده است.